# 흐룬로
흐룬로(네덜란드어: Groenlo)는 네덜란드 동부 헬데를란트주의 도시로 면적은 9.41km2, 인구는 10,062명(2007년 1월 기준), 인구 밀도는 1,069명/km2이다.

시기
시 문장